# 橘公園通り

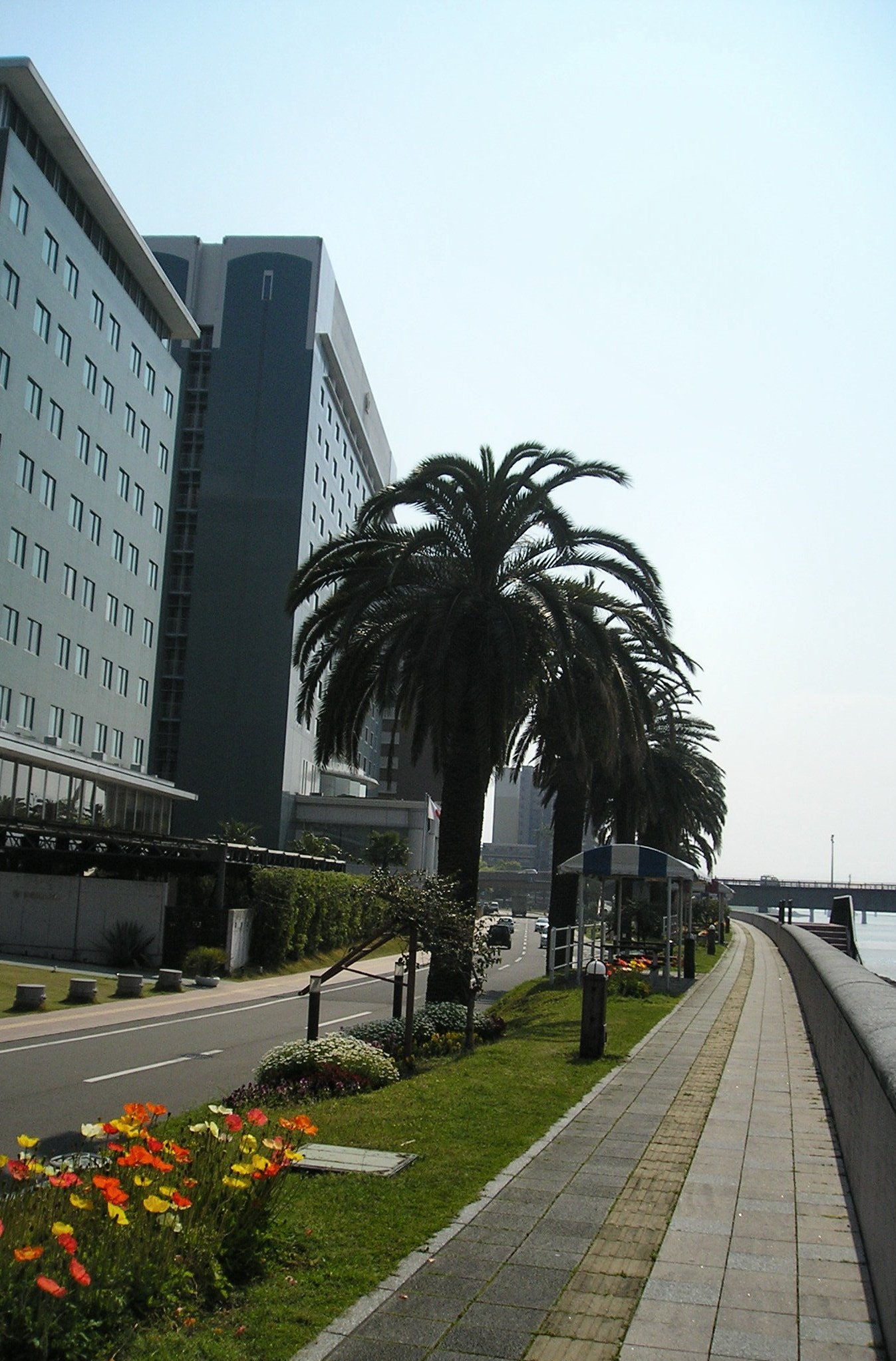
宮崎観光ホテル付近

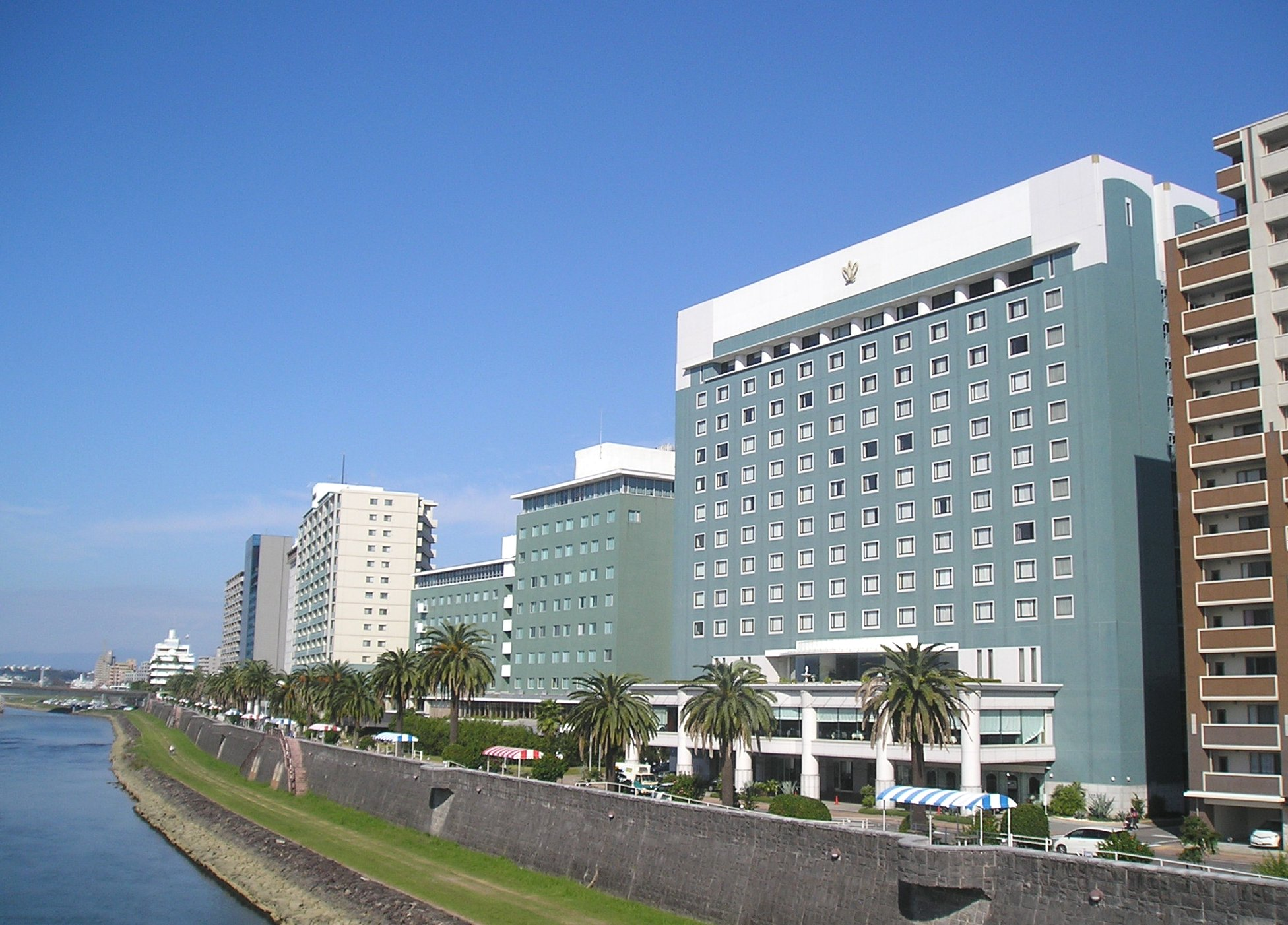
橘公園

橘公園通り（たちばなこうえんどおり）は、宮崎県宮崎市にある宮崎市役所前の橘橋北詰（国道220号）から同市松山2丁目の日豊本線までの大淀川の左岸（北側）を整備した橘公園（たちばなこうえん）に沿う、延長約800メートルの道路の通称。行政上の正式な路線名は、宮崎市道川原通線（かわはらつうせん）。道は東西に走り、幅は7メートルほどある。道路の南側に大淀川が流れ、護岸と道路の間には芝生の植栽帯である橘公園があり、街路樹として数十本のフェニックスが植栽されている。
沿線の北側には市内の高級ホテルや旅館が多数立地しており、宿泊した観光客や市民らが、昼夜を散策する道として親しまれている。1987年（昭和62年）8月10日に、旧建設省と「道の日」実行委員会により制定された「日本の道100選」に選定されている。

## 橘公園
橘公園は、太平洋戦争後の復興土地区画整理により宮崎県によって整備され、1948年6月23日に供用が開始された。
1954年に宮崎交通が休憩所であるロンブルテント（31ヶ所）の設置と、フェニックス(51本)の植栽を行い、現在の風景の基盤を作った。1955年12月21日に管理を宮崎市に移管。1970年代には橘橋の（6代目への）架け替えに伴い公園の形状を変更し、1996年度から1998年度にかけて再整備が実施された。
ロンブルテントの屋根は、赤と白、青と白のストライプでカラフルに配色されており、公園内の所々に配置されているほか、歌人である長塚節が宮崎の地を詠んだ歌碑が建てられている。通りや公園からは、高千穂峰、韓国岳などの霧島山系の山々を遠望することができる。この霧島山がある方向に夕日が沈み、その風景が美しい地であることでも知られており、1964年（昭和39年）にNHK連続テレビ小説『たまゆら』の執筆のために、宮崎を訪れた川端康成が夕日の美しさに感動したあまり、当初2日間の予定だった通り沿いのホテル滞在期間を、15日間に延長したといわれている。『たまゆら』記念碑は、橘公園内にも建立されている。